# 2-й Подольский корпус Украинской державы
2-й Подольский корпус (2-й П.к. Укр.д., укр. 2-й Подільський корпус) — воинское соединение в Армии Украинской Народной Республики, созданное 17-29 апреля 1918 года (после 29 апреля 1918 в Армии Украинской державы) в Подольской губернии во время Гражданской войны в России. Управление корпуса являлось управлением военного округа и соответственно командир корпуса имел права командующего войсками военного округа.

## Предыстория
1918 год
Подольскую губернию, Тираспольский, Одесский, Ананьевский, Елисаветградский, Александрийский уезды Херсонской губернии были оккупированы войсками 25-го австрийского корпуса. К середине апреля 1918 года Центральный Совет и Совет министров Украинской народной республики (УНР) всё ещё считались высшей властью, но на практике не контролировали внутреннее положение в стране. Губернская, уездная и волостная администрации, которые оставались верными руководству УНР, на самом деле утратили всякую связь с ним и оказалась под влиянием оккупационного военного союзного командования.
17 апреля началось формирование 2-го Подольского корпуса с управлением корпуса в г. Винница. 
В Балтском (Балта), Брацлавском (Брацлав), Винницком (г.Винница), Гайсинском (Гайсин), Каменец-Подольском (г.Каменец-Подольский), Летичевском (Летичев), Литинском (Литин), Могилёвском (Могилёв-на-Днестре), Новоушицком (Новая Ушица), Ольгопольском (Ольгополь), Проскуровском (Проскуров), Ямпольском (Ямполь) началась агитация мужского населения вступать в вооружённые силы УНР.
Одновременно в губернии формировались органы военного управления военного округа.

## История
Армия «Украинской Державы» создавалась на Украине после прихода к власти 29 апреля 1918 гетмана П. П. Скоропадского. В числе 8 корпусов был и 2-й корпус, со штабом в г. Виннице. Полки корпуса представляли собой «украинизированные» в 1917 году части Революционной армии свободной России с прежним офицерским кадром.
На 1 мая состав корпуса:
- Управление корпуса в г. Винница (с 1914 г. губернский город Подольской губернии)
- 3-я пехотная дивизия
  - 7-й пехотный полк
  - 8-й пехотный полк
  - 9-й пехотный полк
- 4-я пехотная дивизия
  - 10-й пехотный полк
  - 11-й пехотный полк
  - 12-й пехотный полк
- 2-й авиадивизион (см.Авиация Украинской державы)[4]

В оперативном подчинении 2-й авиадивизион корпуса был у Инспекции авиации Одесского района.

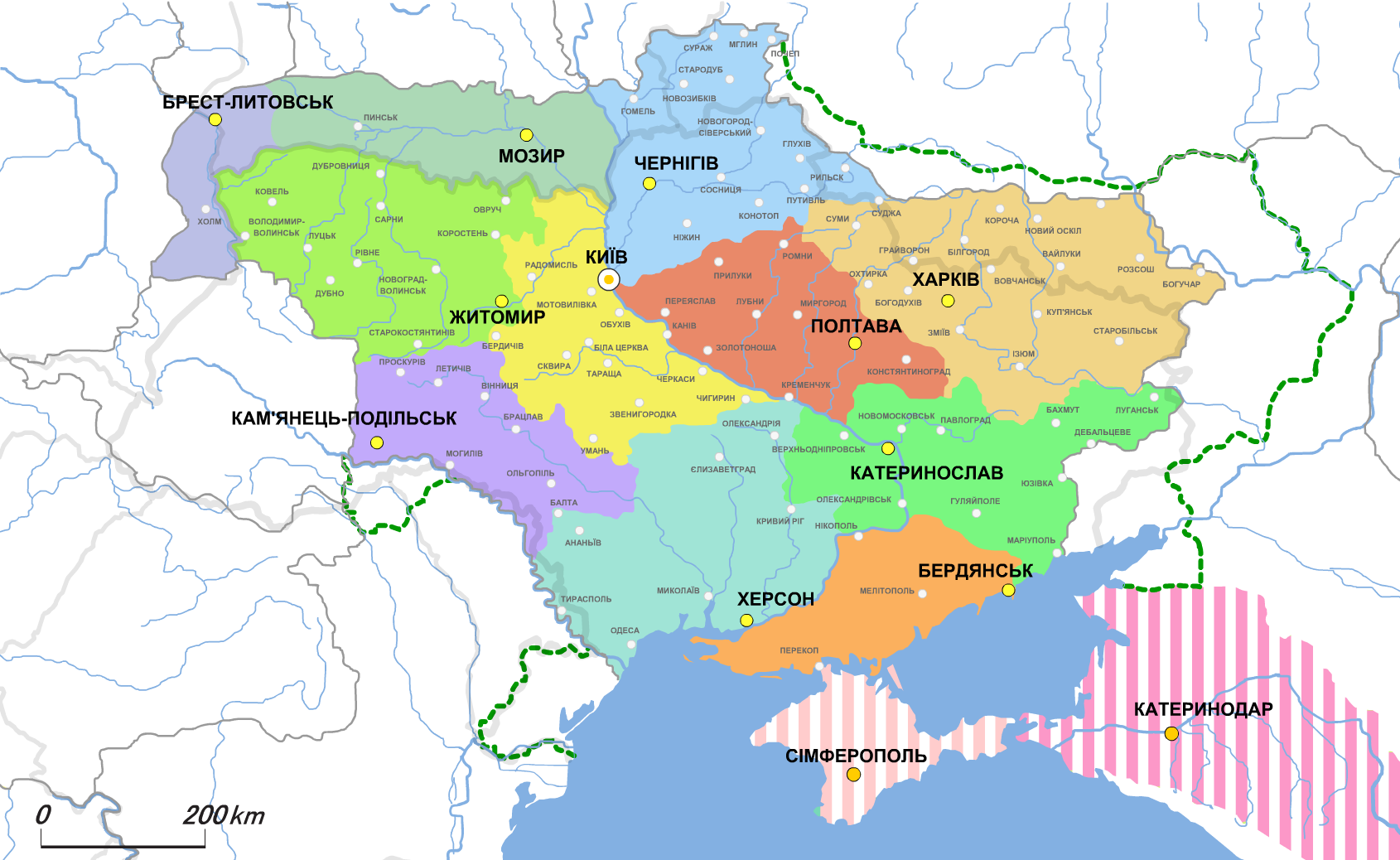
Административно-территориальное деление. Зелёная пунктирная линия — территориальные претензии.

30 мая издан Закон, которым была утверждена Присяга на верность Украинскому Государству, и Закон о военной подсудности. Военнослужащие начали принимать присягу.

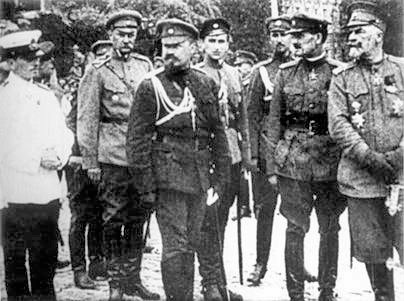
Служащие военного министерства Украинской Державы — полковник Николай Лаврентьевич Максимов (крайний слева, в белой форме) и военный министр генеральный бунчужный
Александр Францевич Рагоза (крайний справа).

24 июля Совет министров (укр. Рада министров) Украинской державы принял Закон о всеобщей войсковой повинности и утвердил План организации армии, подготовленный Генеральным штабом. 8 корпусов, которые составляли костяк армии, должны были формироваться по территориальному принципу. 2-м корпусом должен был стать Подольский.
Соединения и воинские части комплектовались офицерами, ранее проходившими службу в Российской Императорской Армии и Революционной армии свободной России.
1 августа утверждён Закон о политическо-правовом положении служащих Военного ведомства, который запрещал им быть в составе и брать участие в работе каких-либо  кружков, товариществ, партий, союзов, комитетов и иных организаций, имеющих политический характер.
В Западной части украинских земель, входивших ранее в состав Австро-Венгерской империи началась вооружённая борьба за власть. В результате распада австрийской монархии Западная Украина по решению представителей стран Антанты должна была отойти в состав Польши. Чтобы избежать польской зависимости, 1 ноября солдаты-украинцы австро-венгерской армии, находившиеся во Львове, подняли вооружённое восстание, ставшшее началом «Украинско-польской войны». По приказу гетмана П.П. Скоропадского из состава 3-го Одесского авиадивизиона были выделены все имеющиеся самолёты и, под руководством сотника Бориса Губера, направлены на помощь львовчанам-галичанам. Следом за ними в Западную Украину были отправлены и самолёты из состава 2-го Подольского авиадивизиона. Позже их личный состав стал основой 1-й и 2-й сотен авиации Галицкой армии.
Вооружённые силы Украинской державы состояли из 8-ми корпусов, являвшихся одновременно и военными округами: 1-й Волынский, 2-й — Подольский, 3-й — Одесский, 4-й Киевский, 5-й — Черниговский, 6-й — Полтавский, 7-й — Харьковский, 8-й — Екатеринославский. Корпуса включали пехотные дивизии с 1-й по 16-ю. Корпуса включали 54 пехотных и 28 кавалерийских полков, 48 полевых артиллерийских полков, 33 тяжёлых артиллерийских полков, 4 конно-артиллерийских полка. В вооружённых силах было 4,5 кавалерийских дивизий. Формирование соединений и воинских частей производилось по территориальному принципу. Имелись также Гвардейская Сердюцкая дивизия, Черноморская флотилия, Бригада морской пехоты. Штатная численность армии мирного времени составляла 75 генералов, 14 930 старшин, 2 975 военных чиновников, 291 121 подстаршин и казаков. Фактическая численность вооружённых сил в ноябре 1918 года достигала 60 тысяч человек. См. также
14 ноября гетман П.П. Скоропадским провозгласил Акт федерации, которым он обязывался объединить Украину с будущим (небольшевистским) российским государством.
16 ноября началось возглавленное Директорией УНР восстание повстанческого движения против гетмана П. П. Скоропадского, которое было поддержано восставшими войсками Украинской державы под командованием С. В. Петлюры. Гражданская война смела ещё одну власть.

## Полное наименование
2-й Подольский корпус

## Командование
- Чулков Сергей Николаевич, полковник.[7]